# Andreas Zapatinas
Andreas Zapatinas (Athene, 1957) is een Grieks auto-ontwerper.
Zapatinas bezocht het Art Center College of Design in Californië, waar hij in 1986 afstudeerde. Kort daarna kreeg hij een baan bij het Art Center College in Vevey, Zwitserland, en werd aangesteld bij Pininfarina.
Zapatinas werkte bij Fiat van 1988 tot 1994, en werkte daar (tot 1993 onder leiding van Chris Bangle) aan onder meer de Barchetta, de Fiat Bravo/Brava, en de Fiat Coupé. In 1994 werd hij aangesteld bij BMW om daar wederom met Bangle te werken. In 1998 verhuisde hij naar Alfa Romeo (145/147) als opvolger van Walter de'Silva. Na ruzie met het topmanagement werd Zapatinas van 2002 tot 2006 Head of Advanced Design bij Subaru. Zijn voornaamste bijdrage daar bestond uit het design van de in 2006 geïntroduceerde Impreza, die zowel in Nederland als daarbuiten kritisch ontvangen werd vanwege het wat buitenissige uiterlijk.